# Lepturges angulatus
Lepturges angulatus es una especie de escarabajo longicornio del género Lepturges, categorizada en la tribu Acanthocinini, de la subfamilia Lamiinae. Fue descrita por LeConte en 1852.

## Descripción
Mide 5,5-10 mm de longitud.

## Distribución
Se distribuye por México, Canadá y Estados Unidos.